# Ali el-Káf
Ali Mohammed el-Káf esz-Szajjed, arabul: علي محمد الكف السيد (Bani Szuvajf, 1906. január 15. – 1979) egyiptomi labdarúgóhátvéd.

## Pályafutása
1924–1930 között a Tersana, 1930–1938 között az al-Mohtalat labdarúgója volt.
Az egyiptomi válogatott tagjaként részt vett az 1934-es olaszországi világbajnokságon. Tagja volt az 1936-os berlini olimpián részt vevő válogatott csapatnak.

## Sikerei, díjai
Tersana
- Huszajn szultán-kupa: (1)
  - győztes: 1930[3]

Zamalek
- Egyiptomi kupa
  - győztes (3): 1932, 1935, 1938
- Kairó liga
  - győztes (2): 1931–32, 1933–34
  - Király kupa
  - győztes: 1933–34